# Thomas Arne
Thomas Augustine Arne (Londres, 12 de março de 1710 — Londres, 5 de março de 1778) foi um compositor de ópera, violinista e tecladista britânico.

## Carreira musical
Entre 1733 e 1776, Arne escreveu música para cerca de 90 obras teatrais, incluindo peças de teatro, máscaras, pantomimas e óperas. Muitas de suas partituras dramáticas estão perdidas, provavelmente no desastroso incêndio na Royal Opera House, Covent Garden, em 1808.  A irmã de Arne, Susannah Maria Arne, era uma contralto famosa, que atuou em algumas de suas obras, incluindo sua primeira ópera, Rosamund. Com seu casamento com o ator de Drury Lane, Theophilus Cibber, Susannah ficou conhecida profissionalmente como "Sra. Cibber". Ela e seu irmão Richard costumavam executar as obras de Arne juntos.
Arne era maçom e ativo na organização, que há muito tempo está centrada na área de Covent Garden, em Londres, onde Arne viveu por muitos anos. Como Mozart, que também viveu em 1700, Arne viveu antes que a hierarquia católica proibisse a filiação às Lojas em todos os países.
Em 15 de março de 1737,  casou-se com a cantora Cecilia Young, cuja irmã, Isabella, era esposa de John Frederick Lampe. Durante este período, as óperas e máscaras de Arne tornaram-se cada vez mais populares, e ele recebeu o patrocínio de Frederico, Príncipe de Gales, em cuja casa de campo, Cliveden, a Máscara de Alfredo, com "Rule Britannia", foi estreada em 1740.
Em 1741, Arne apresentou uma queixa na Chancelaria referente a uma violação de direitos autorais musicais e alegou que algumas de suas canções teatrais haviam sido impressas e vendidas por Henry Roberts e John Johnson, os livreiros e distribuidores de música de Londres. O assunto foi resolvido fora do tribunal. Arne foi um dos primeiros compositores a apelar à lei sobre questões de direitos autorais. 
Em 1742, Arne foi com sua esposa para Dublin, onde permaneceu dois anos e produziu seu oratório A Morte de Abel, do qual apenas a melodia conhecida como Hino de Eva sobreviveu, e algumas obras de palco; Ele também deu vários concertos de sucesso. O público da época era exigente e os compositores tinham que tentar manter sua atenção com meios cada vez mais inventivos. Um anúncio em um jornal de Dublin para uma das apresentações de Arne dizia que ele "... pretendido (ed) entre os Atos de suas Serenatas, Óperas e outras Performances Musicais, para misturar Interlúdios Cômicos ... pretendia dar alívio àquela grave atenção, necessária para ser mantida em performances sérias".  Em seu retorno a Londres em 1744, ele foi contratado como líder da banda no teatro Drury Lane e, no ano seguinte, como compositor no Vauxhall Gardens.
Em 1750, após uma discussão com David Garrick, Susannah deixou Drury Lane para o Covent Garden Theatre, e Arne o seguiu. Em 1755, durante outro período passado em Dublin, ele se separou de Cecilia, que, segundo ele, era doente mental. Ele começou um relacionamento com uma de suas alunas, Charlotte Brent, uma soprano e ex-criança prodígio. Brent atuou em várias obras de Arne, incluindo o papel de Sally em sua ópera de 1760 Thomas e Sally e Mandane em sua ópera de 1762 Artaxerxes. Eventualmente, Brent e Arne seguiram caminhos separados e ela se casou com um violinista chamado Thomas Pinto em 1766.